# Estação Ferroviária de Porto-São Bento
A Estação Ferroviária de Porto - São Bento, igualmente denominada Estação de São Bento e Estação Ferroviária de São Bento, e originalmente Estação Central do Porto, é uma interface da Linha do Minho, que serve a cidade do Porto, em Portugal. Situada na Praça de Almeida Garrett, no Centro Histórico do Porto, a estação afirmou-se como um dos principais monumentos na cidade, sendo especialmente célebre pelos seus painéis de azulejo. O edifício, de influência francesa, é obra do arquitecto portuense José Marques da Silva. A estação entrou ao serviço, de forma provisória, no dia 8 de Novembro de 1896, só tendo sido oficialmente inaugurada em 5 de Outubro de 1916. A Estação de São Bento encontra-se classificada como Imóvel de Interesse Público desde 1997.

## Descrição

### Localização e acessos
A estação tem acesso pela Praça de Almeida Garret, no centro da cidade do Porto. Faz interface com a estação de São Bento da linha D do Metro do Porto.[carece de fontes?]

### Infraestrutura
Em 2004 possuía oito vias de circulação e dispunha de um serviço de informação ao público. Em 2011, o número de vias já tinha sido reduzido para seis, com comprimentos úteis entre os 100 e 167 m; as gares, com uma extensão entre os 119 e 180 m, tinham 90 cm de altura. Devido ao reduzido espaço disponível, as plataformas da estação vão até à entrada do túnel. Está ligada à estação de Campanhã por via dupla, numa extensão de cerca de 2,7 km, correspondente ao troço inicial da Linha do Minho.

#### Azulejos e arquitectura
O átrio principal da estação está revestido de azulejos de temática histórica. Cobrindo uma superfície de cerca de 551 m², representam, principalmente, cenas passadas no Norte do país, estando retratados, entre outros aspectos, o Torneio de Arcos de Valdevez (painel Batalha de Arcos de Valdevez), a apresentação de Egas Moniz com os filhos ao Rei Afonso VII de Leão e Castela, no século XII, a entrada de D. João I e de D. Filipa de Lencastre no Porto (painel Entrada de João I no Porto), em 1387, a Conquista de Ceuta, em 1415, e a vida tradicional campestre (painéis Vistas e Cenas Rurais); um friso colorido (História dos Transportes) dedica-se à evolução dos transportes em Portugal, concluindo com a inauguração dos caminhos de ferro. Foram produzidos na Fábrica de Sacavém e instalados entre 1905 e 1906 pelo artista Jorge Colaço, que, nessa altura, se afirmava como o mais popular azulejador em Portugal. Os azulejos apresentam um estilo típico da Arte Nova, utilizando cores muito claras, conhecidas como cores-pastel.
Além dos azulejos, outros aspectos a destacar na estação são a cobertura sobre as vias e a monumental fachada, que, como a maior parte das obras de Marques da Silva na cidade do Porto, apresenta uma forte influência francesa, que se verificou especialmente nas torres laterais, com um estilo típico da Escola de Fontainebleau, oscilando entre a Arquitectura renascentista e a Belle Époque.

### Serviços
Sede da CP Porto, unidade de negócios da operadora Comboios de Portugal, vocacionada para a prestação do serviço urbano de passageiros na área do Grande Porto e regiões próximas, nomeadamente nas subregiões do Cávado até Braga, do Ave até Guimarães, do Tâmega até Marco de Canaveses, Lima, até Viana do Castelo e do Baixo Vouga até Aveiro, num círculo de cerca de 60 km de raio à volta da cidade do Porto.[carece de fontes?]
- Linha do Douro: InterRegional Porto-Régua-Pocinho e Regional Porto-Régua
- Linha do Minho: Urbanos Porto-Braga e Porto-Guimarães

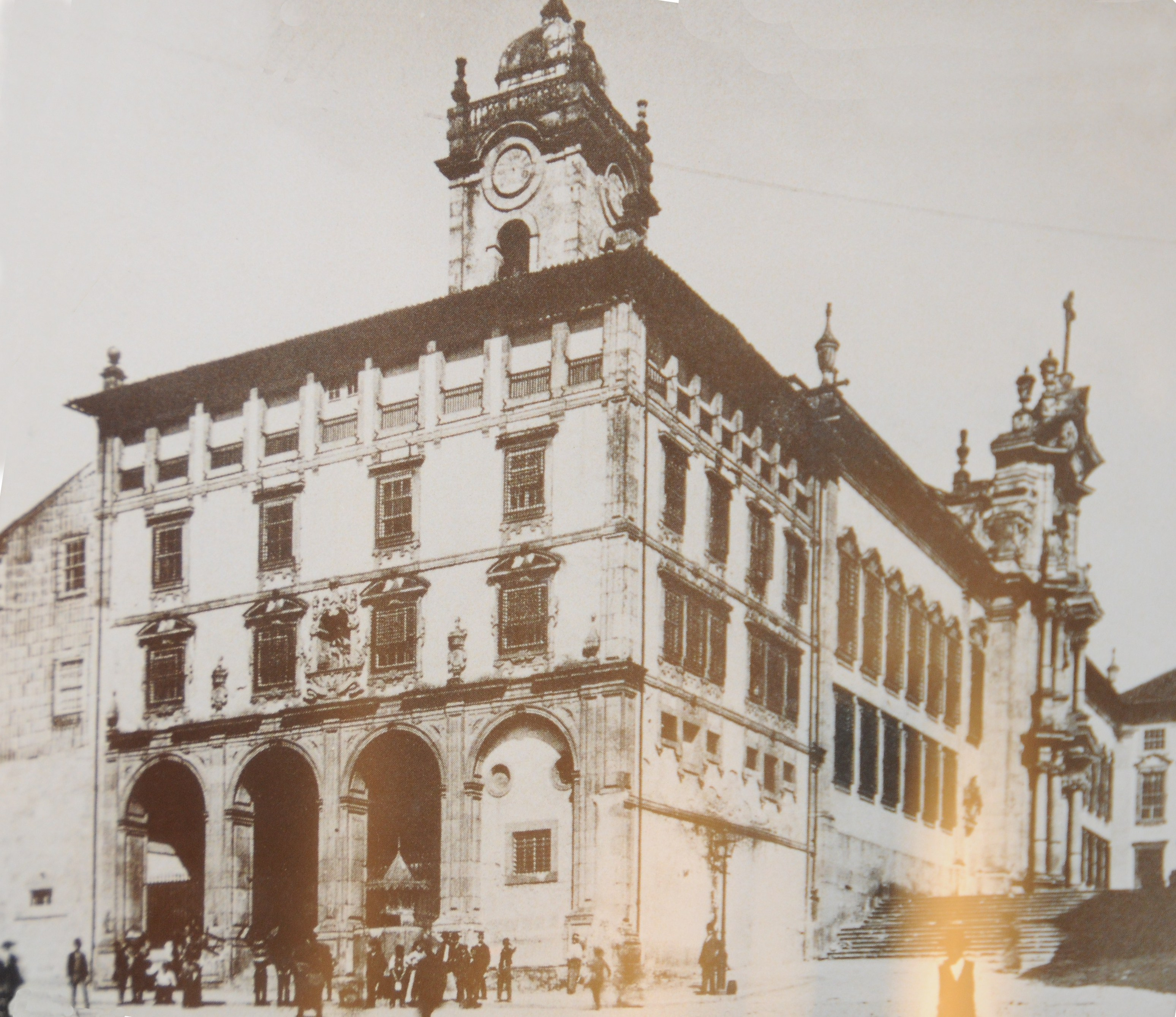
Convento de São Bento de Avé-Maria.

## História

### Antecedentes
Em 21 de Maio de 1875 foi inaugurada a estação de Campanhã, que foi desde logo considerada como a principal interface no Porto, com um movimento de passageiros e mercadorias muito elevado. Porém, estava situada numa zona de periferia do Porto, muito longe do centro da cidade, criando problemas de acesso, pelo que se iniciou o planeamento de uma nova gare ferroviária que ficasse mais próxima da zona central.

### Planeamento
Inicialmente surgiu a ideia de fazer uma estação subterrânea, ao nível do túnel do Ramal da Alfândega, junto à Igreja de São Nicolau, que foi apoiada pelos comerciantes da Rua de São João.
O plano para a nova estação a ser construída e o seu ramal para a rede ferroviária, com o nome de Linha Urbana dos Caminhos de Ferro do Porto, foi apresentado na sessão da Câmara Municipal do Porto de 8 de Julho de 1887, pelos vereadores António Júlio Machado e José Maria Ferreira. Em 18 de Janeiro de 1888, o ministro das Obras Públicas, Emídio Navarro, autorizou a construção do ramal através de uma portaria, que dividiu o ramal em três troços: o primeiro seria da estação de Campanhã até ao perfil 22 do ante-projecto, equivalente ao final do Viaduto da Formiga, o segundo desde aquele ponto até às agulhas da estação, incluindo o túnel de São Bento, e o terceiro corresponderia às vias da estação em si. Este diploma estabeleceu igualmente que a estação deveria ser instalada junto à Praça de D. Pedro, no local do Mosteiro de São Bento de Avé-Maria, do qual a estação recebeu a denominação. Aquele complexo, construído no século XVI, foi danificado num incêndio em 1783, tendo sido posteriormente reconstruído, mas encontrava-se em mau estado de conservação nos finais do século XIX. Ainda assim, a sua demolição foi contestada pela Irmandade de São Bento da Avé-Maria. Do lado oposto, um dos maiores promotores da destruição do convento foi o empresário J. A. Ferreira, proprietário dos Armazens Herminios. Apesar dos vultuosos investimentos e dos grandes problemas técnicos para levar a via férrea até ao centro da cidade, considerou-se que aquela obra era indispensável, especialmente pela administração dos Caminhos de Ferro do Estado, que a classificou de prioritária.
Em 4 de Fevereiro de 1888 foi nomeada uma comissão para tratar das expropriações necessárias à construção da linha, tendo sido estabelecido que deveria ser construída e gerida pela divisão estatal dos Caminhos de Ferro de Minho e Douro, então dirigida pelo conselheiro Justino Teixeira, que foi um dos grandes impulsionadores da instalação da via férrea até ao centro da cidade. Com efeito, Justino Ferreira foi o autor do ante-projecto e do projecto definitivo para o ramal e a estação provisória, e quem dirigiu superiormente as obras. O processo das expropriações foi longo e difícil, tendo sido desapossadas, para a construção da gare ferroviária, tanto várias lojas humildes junto à cerca do convento, do lado da Rua da Madeira, como imponentes habitações dos ricos proprietários da Rua de Santo António. Após as expropriações, puderam-se iniciar as obras do ramal, em 1890. Entretanto, em 2 de Dezembro de 1889 foi aberto o concurso para o terceiro troço, incluindo a conclusão dos grandes túneis e uma parte da trincheira da boca, tendo sido dividido em duas empreitadas denominadas de E e F; no entanto, este concurso foi anulado, tendo sido aberto um novo em 20 de Agosto de 1890, mas com estas duas obras sido fundidas numa só empreitada. Este concurso também foi anulado, e as obras levadas à praça pela terceira vez em 9 de Fevereiro de 1891.

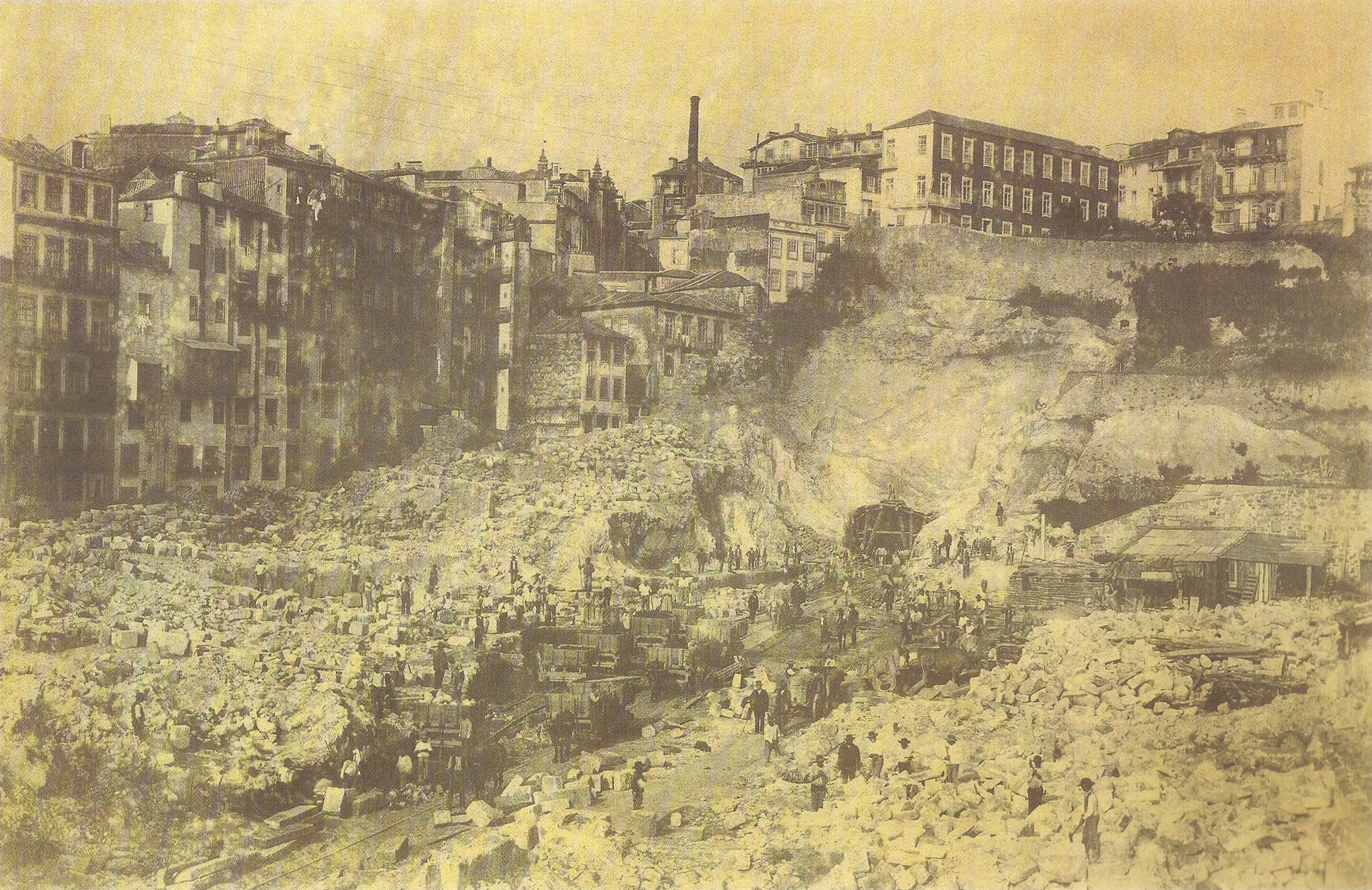
Construção da estação provisória

### Estação provisória

#### Planeamento e construção
Em 1 de Novembro de 1893 a construção da gare ferroviária já tinha sido novamente adiada. Em 23 de Novembro de 1893, a Direcção-Geral das Obras Publicas apresentou uma proposta para a exploração provisória, na qual se deveria construir, sem prejuízo do projecto completo, um dos túneis laterais do lado da Rua da Madeira, sendo um dos cais construído de mercadorias aproveitado para serviço de passageiros; esta proposta foi aceite, e foi posta em concurso.
Em 14 de Maio de 1894 o Conselho Superior de Obras Públicas voltou a analisar os planos para a estação, e em 26 de Maio foi aprovado o projecto para a exploração provisória. Em Fevereiro de 1895, já tinha sido autorizado o projecto para a exploração definitiva. Entretanto, em 5 de Maio de 1894, foi enviada uma representação ao governo, da parte da Associação Industrial, Ateneu Comercial, Associação Comercial dos Lojistas e Associação dos Empregados do Comércio, apelando ao governo que fosse concluído o ramal, devido à sua grande importância.
Entretanto, as entidades eclesiásticas continuaram a opor-se ao projecto, tendo-se conseguido autorização apenas para derrubar parte do convento, onde a estação provisória seria instalada. No entanto, o concurso para a demolição ficou deserto, pelo que se decidiu fazer esta obra directamente pela administração. A demolição estava quase terminada em Fevereiro de 1896, enquanto prosseguiam as obras do Túnel de Avé-Maria, tendo já sido iniciado o desaterro para se abrir a boca do túnel do lado de São Bento, que ficava na antiga cerca do convento. Nessa altura, decorriam a bom ritmo as obras na empreitada E da Linha Urbana do Porto, correspondente à estação provisória, ao ponto que se esperava que estivessem terminadas em Abril, em vez de Setembro do ano seguinte, como tinha sido inicialmente previsto. A obra mais importante que faltava concluir nesta empreitada era o muro de suporte da Rua da Madeira; os aquedutos já estavam quase terminados, prosseguiam as terraplanagens, e já tinha sido adjudicado o material de via para todo o ramal. Nessa altura,já tinha sido proposto ao governo que fossem desde logo construídos os túneis completos do projecto definitivo, fazendo uma galeria na trincheira à frente dos mesmos em toda a largura da estação, para se poderem construir mais rapidamente os dois túneis que faltam e a parte correspondente do muro de testa.
Em 27 de Julho uma portaria ordenou a adjudicação da empreitada F, relativa à construção das partes restantes dos túneis, e algumas das terraplanagens que ainda estavam por fazer, e que era considerada já como parte das obras para a estação definitiva. Foi escolhida a proposta da sociedade de Manoel da Costa e Manoel Correia Martins, por ser a menos dispendiosa, no valor de 80:985$000 réis.
Em 1 de Novembro ainda não tinha sido construído o cais, prevendo-se que a respectiva empreitada só seria concluída em Abril do próximo ano, tendo sido necessário construir uns barracões de madeira para abrir à exploração a estação. Para cumprir o projecto da exploração provisória ainda faltava pôr a concurso as vedações, e as retretes no topo do cais em construção. Também já estavam quase terminados os trabalhos de modificação da Rua da Madeira, para a instalação do muro de suporte, tendo sido concluídas quase todas as obras de rebaixamento dos edifícios.

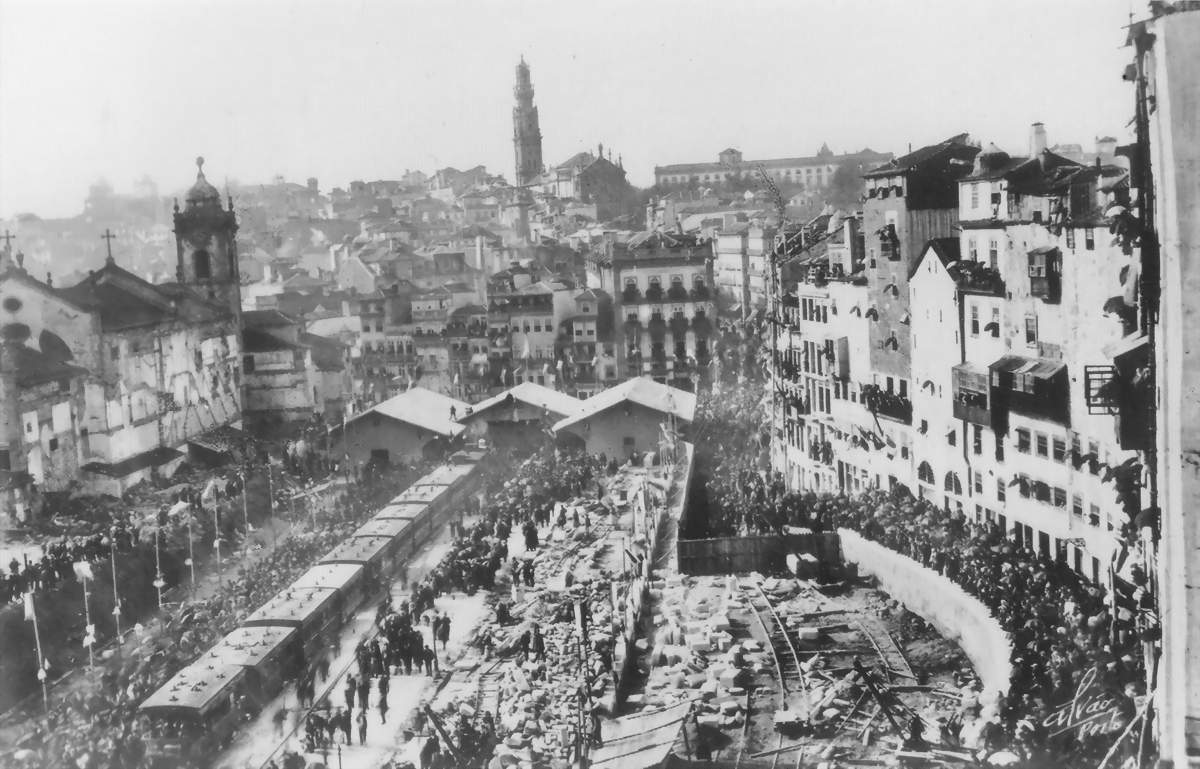
Inauguração da estação provisória de São Bento, em 1896. A Igreja do antigo convento está à esquerda

#### Inauguração e abertura
Em 7 de Novembro de 1896 foi inaugurada a estação provisória, tendo sido organizado um comboio especial para a cerimónia, composto por várias carruagens salões, coupés e de primeira classe. A última carruagem era o Salão do Ministro, que normalmente circulava atrelada aos comboios da tarde na Linha de Cascais, transportando os conselheiros da coroa. O comboio era conduzido pela locomotiva Miragaya, conduzida pelo distinto maquinista Thomaz Pelekiton, e decorada com as bandeiras nacionais. A bordo da locomotiva também iam, em representação dos Caminhos de Ferro do Minho e Douro, o conselheiro Justino Teixeira, Mattos Cid, João Gualberto Póvoas, João Diogo de Barros, Estevão Torres, e Alves de Sousa. Na primeira carruagem, estava a banda de música do Regimento de Infantaria n.º 6, enquanto que nas outras carruagens estavam os engenheiros e pessoal superior dos Caminhos de Ferro do Minho e Douro, o Governador Civil, o presidente e a maioria dos vereadores da Câmara Municipal do Porto, o presidente da Câmara Municipal de Vila Nova de Gaia, e os administradores dos bairros e do concelho de Gaia, vários deputados pelos distritos do Porto e de Viana do Castelo, comissários da Polícia, o director e engenheiros das Obras Públicas no Distrito do Porto, o chefe e os engenheiros da 2.ª Circunscrição Hidráulica, os generais Vasco Guedes e Luciano Cibrão com os seus ajudantes e outros representantes do exército e da marinha, os directores e outros funcionários da Associação Comercial, Centro Comercial, Ateneu Comercial e Associação Industrial, o director da Alfândega, o inspector das escolas industriais, o secretário da Academia Politécnica, o engenheiro da municipalidade, o administrador dos Correios e Telégrafos, o engenheiro-chefe da 2.ª Circunscrição Telegráfica e o chefe do Serviço Telegráfico, o inspector dos incêndios, o Conde de Paçô Vieira, e vários engenheiros e representantes da imprensa.
O comboio saiu da estação de Campanhã às 12:55, tendo nessa altura a banda de música a bordo tocado o Hino Nacional, e chegou a São Bento sete minutos depois, com um atraso de dois minutos em relação à tabela, uma vez que o comboio teve de abrandar a marcha ao passar pelo Túnel de Avé-Maria, onde ainda estavam a decorrer obras na via. Na estação provisória, foi recebido por vários milhares de pessoas, situadas na gare e nas ruas e edifícios em redor. Depois do comboio parar, os convidados foram até à boca do túnel, sobre a qual foi descerrada uma placa oferecida pelo centro comercial, homenageando Emídio Navarro, Lobo de Ávila, Artur Campos Henriques e José Maria Ferreira. Uma vez que não foi feita referência a Justino Teixeira nesta lápide, pensou-se em colocar posteriormente um busto de bronze em sua homenagem na estação. Depois da placa ser descoberta, discursou o vice-presidente da assembleia geral do Centro Comercial, Antonio Simões Lopes, e Ezequiel Vieira de Castro leu uma mensagem de agradecimento do Centro a Justino Teixeira. Em seguida, o Governador Civil e as outras principais individualidades assinaram o auto de inauguração, numa das dependências da estação. A cerimónia terminou quando o comboio partiu com destino a Campanhã. A estação entrou ao serviço no dia seguinte.
Na altura da sua inauguração, o complexo da estação provisória, situado do lado da Rua da Madeira, era composto por três edifícios: o corpo central era para os passageiros, enquanto que os laterais eram para as bagagens e mercadorias em grande velocidade, para simplificar o funcionamento. Foram dispostos em forma de U, cercando as duas vias férreas, que estavam ladeadas por patins em cimento. Estavam divididos no centro, servindo todo o lado esquerdo para as chegadas, e o direito para as partidas. Devido às reduzidas dimensões do local e às elevadas cotas das ruas em redor, a gare teve de ficar com linhas de comprimento menor do que o desejável, tendo-se aproveitado ao máximo o espaço disponível, com as infraestruturas da estação até mesmo à boca do túnel.
Após a inauguração continuaram as obras no troço de Campanhã a São Bento, incluindo na estação provisória e no Túnel de Avé-Maria; em Outubro de 1897 já tinham sido instalados semáforos eléctricos nas estações do Port,o e em Novembro os trabalhos na estação prosseguiam a bom ritmo, estando quase concluído o barracão de mercadorias do lado da Rua da Madeira, com uma área de 1108 m², faltando apenas terminar a canalização das águas pluviais e os trabalhos de pintura na cobertura. No túnel, já se tinham iniciado as obras de revestimento na parte comum às quatro bocas que deveriam abrir para a estação, tramo que era considerado mais difícil devido às suas dimensões, formando uma grande abóbada sob a qual correriam seis vias, obra inédita no país e poucas vezes realizada no estrangeiro.

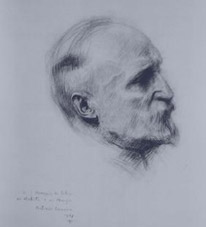
José Marques da Silva

### Estação definitiva

#### Projecto original
Já em 1888, começou-se a planear a construção do edifício da estação, que deveria ser suficientemente grande para acolher confortavelmente os serviços de passageiros e recovagens, no espaço exíguo entre a praça, em frente, o terreno traseiro, de grande cota, e as ruas laterais, do Loureiro e da Madeira. Em 29 de Julho de 1889 o Conselho Superior de Obras Públicas pronunciou-se pela primeira vez sobre os planos que já tinham sido elaborados para o edifício. Entretanto, logo desde a abertura da estação verificou-se que as instalações provisórias eram insuficientes para o movimento de passageiros e mercadorias, não se podendo realizar serviços no regime de pequena velocidade. Por outro lado, o facto da estação ter sido inaugurada apenas com as instalações temporárias foi criticado pela imprensa portuense, especialmente o jornal A Provincia, que classificou a estação provisória como vergonhosa para a cidade do Porto, e exigiu a construção de um edifício definitivo. No entanto, este processo foi atrasado pela falta de verbas, agravada pela crise económica.
Para construir a estação definitiva, faltava abrir os concursos para a conclusão das terraplanagens, um cais coberto e a correspondente plataforma, o edifício de passageiros, as vedações, a cobertura metálica, e várias pequenas obras.
Em 6 de Dezembro de 1897 o Conselho Superior de Obras Públicas consultou um projecto para a estação definitiva, elaborado pelo arquitecto Marques da Silva. Em Dezembro de 1898 Marques da Silva já tinha vindo a Lisboa, para mostrar ao Ministro das Obras Públicas os seus estudos para modificar o projecto, de forma a torná-lo menos dispendioso e de estilo mais sóbrio, e incluir espaços para os correios e outras repartições. Estas alterações foram impostas pelos Caminhos de Ferro do Minho e Douro, que pretendiam colocar, no mesmo edifício, além dos serviços dos caminhos de ferro, também os telégrafos e correios. O projecto original apresentava um edifício no topo das vias, a partir do qual saíam várias plataformas para as vias destinadas aos comboios de passageiros, com um lado para partidas e outro para chegadas. Ambas as vias laterais seriam aproveitadas para serviços de mercadorias em pequena velocidade, com armazéns próprios nos limites laterais da estação, e acessos pelas Ruas do Loureiro e da Madeira. A fachada apresentaria uma grande superfície em ferro e vidro, sendo considerada uma solução arrojada que representaria a nova era de modernidade sócio-económica, trazida pelo desenvolvimento dos transportes. Nos inícios do século XX, a maior parte do tráfego da Estação era para o transporte de passageiros e recovagens, sendo previsível, nessa altura, que estas duas tipologias iriam tomar conta de todo o espaço disponível; dessa forma, e devido ao facto de não existir espaço suficiente para gerir um grande volume de mercadorias, calculava-se que, para introduzir a modalidade do transporte em pequena velocidade, esta teria de ser realizada de forma diferente do habitual, em condições mais restritas. Entretanto, uma lei de 14 de Julho de 1899 concentrou ambas as operadoras ferroviárias governamentais, os Caminhos de Ferro do Minho e Douro e Caminhos de Ferro do Sul e Sueste, numa só entidade, denominada de Caminhos de Ferro do Estado.
Em 1901, foi feita uma alteração ao plano original de Marques da Silva, sendo este novo documento datado de 20 de Agosto; o orçamento correspondente foi calculado em 258:377$700 réis. Para os correios e telégrafos, devia ser erigido um primeiro andar sobre os cais cobertos de mercadorias, do lado da Rua do Loureiro; a Inspecção-Geral dos Correios e Telegraphos aprovou este plano, mas criticou a falta de espaço disponível para o previsível desenvolvimento futuro destes serviços.

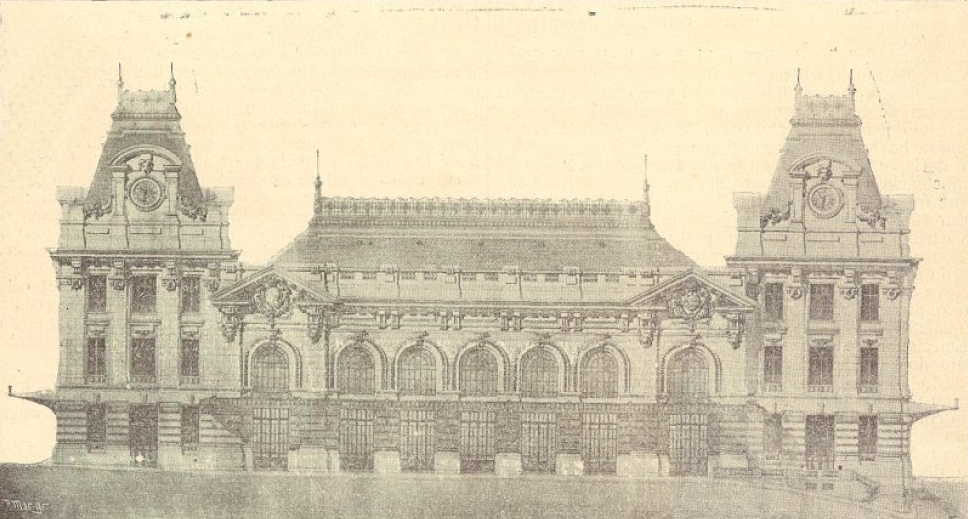
Projecto para a fachada, aprovado em 22 de Abril de 1904

#### Novo projecto
No entanto, em 10 de Julho de 1902, o Conselho Superior de Obras Públicas voltou a examinar os planos, e decidiu que, devido ao previsível crescimento da cidade e correspondentemente do movimento de passageiros e mercadorias, seria necessário dedicar todo o espaço disponível no interior da estação para os serviços ferroviários; por outro lado, e pelo mesmo motivo, também se previa um incremento na procura dos serviços de correios e telégrafos, pelo que deviam ser colocados num outro edifício, deixando apenas um escritório no interior da estação, para o tráfego de última hora. Assim, um despacho ministerial de 4 de Agosto ordenou que fosse elaborado um novo plano para o edifício da estação, tendo em conta as modificações deliberadas. O novo plano, datado de 12 de Março de 1903 e orçado em 191:965$000 réis, foi elaborado pelo arquitecto José Marques da Silva e dirigido pelo conselheiro Póvoas.
A principal modificação, em relação ao plano anterior, foi a remoção do primeiro andar sobre os cais de mercadorias, do lado da Rua do Loureiro, que estava destinado aos serviços de correios e telégrafos. Assim, o plano apresentado contemplava um edifício central, de grandes dimensões, onde iria ser instalado o vestíbulo, com 14 metros de largura por 42 metros de comprimento; no interior deste espaço, deviam ser colocadas as bilheteiras. De cada lado do edifício central, deveriam ser construídos dois anexos, cada um com primeiro andar; o anexo do lado da Rua da Madeira seria reservado, no piso térreo, à expedição de bagagens e recovagens à partida, pelas salas de espera, e por um restaurante, enquanto que os escritórios da direcção do Minho e Douro deveriam ocupar o andar de cima. O pavilhão do lado da Rua do Loureiro albergaria, no piso térreo, os serviços de recepção das bagagens e recovagens, e uma estação de telégrafo postal, sendo o primeiro andar destinado a alojamentos para os funcionários, podendo, posteriormente, albergar também os escritórios da direcção, caso fosse necessário. De cada lado das vias, alinhados com os dois anexos laterais, deviam estar dois cais cobertos para mercadorias, com pátios de acesso. O vestíbulo daria acesso a uma plataforma de topo, de onde sairiam três plataformas, servindo seis vias; as quatro linhas centrais, organizadas em dois pares separados por uma plataforma central, estavam destinadas aos serviços de passageiros, enquanto que as duas vias marginais, mais curtas, separadas das centrais por duas plataformas, seriam utilizadas para mercadorias. De cada lado destas vias, alinhados com os dois anexos laterais, deviam estar dois cais cobertos para o movimento de mercadorias, ladeados por pátios de acesso. As quatro vias centrais estariam ligadas por uma carangueja eléctrica, e outro sistema semelhante devia ser instalado num local onde permitisse o acesso a todas as vias, para manobrar de carruagens e vagões. Um cais foi destinado especialmente para o transporte de peixe. Em frente do edifício, deveria estar uma escadaria para vencer as diferenças de nível em relação à praça, e uma rua para veículos, com uma rampa de acesso. A plataforma central terminaria já dentro do túnel principal, para aproveitar ao máximo o espaço disponível, uma vez que seria impossível prolongar a estação para a frente, devido às reduzidas dimensões da praça.
O novo plano foi revisto pelo Conselho Superior de Obras Públicas em 14 de Maio, e aprovado por uma portaria de 16 de Maio, embora tenham sido pedidas algumas alterações na fachada, de forma a oferecer mais sobriedade, sem alterar a distribuição dos vãos. O novo projecto para a fachada da estação foi aprovado por uma portaria de 22 de Abril de 1904; na mesma data, foi publicado um despacho autorizando o uso do sistema de tarefas na construção, que tinha demonstrado excelentes resultados desde o início das obras. Enquanto que o plano original era considerado inovador para a época, o novo plano apresentava uma vertente classicista, com uma volumetria mais pesada, mas demonstrando igualmente um amadurecimento da linguagem.

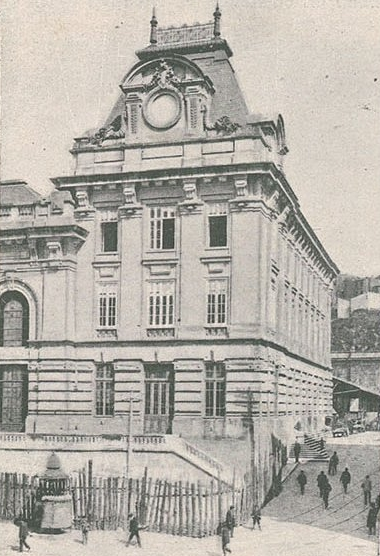
Fotografia da estação, quando estava quase concluída.

#### Construção e inauguração
No entanto, para a construção da estação definitiva, era necessário destruir o resto do convento de São Bento, criando de novo atritos com as entidades eclesiásticas. O principal pretexto utilizado para manter o convento foi a presença de um dispensário, que tinha sido ali instalado pela Rainha D. Amélia. Porém, os comerciantes do Porto, representados pela Associação Comercial e pelo Ateneu Comercial, intervieram junto da Rainha para que esta mudasse o dispensário para o Convento de Santa Clara. Assim, o Ministro das Obras Públicas ordenou que o edifício fosse entregue ao engenheiro construtor da estação, de forma a começar as obras tão brevemente quanto possível.
Em 22 de Outubro de 1900 realizou-se a cerimónia do lançamento da primeira pedra pelo rei D. Carlos e por D. Amélia de Orleães, no cunhal da Rua da Madeira; no entanto, as obras não puderam prosseguir, devido ao planeamento da estação ainda não ter sido concluído. Em 1901 prosseguiram as obras do terrapleno no lado da Rua do Loureiro, nomeadamente a demolição da Igreja de São Bento, algumas escavações e instalação de canos de esgoto, e a construção de um muro de sustentação do terreno, de grande cota.
Em Abril de 1902 já se tinham iniciado as obras dos muros de suporte e guarda, junto à Rua do Loureiro, devido à aprovação de uma nova matriz, proposta pelo director dos Caminhos de Ferro do Minho e Douro. Em 20 de Agosto, as instalações para os serviços de passageiros e bagagens foram colocadas nos antigos barracões da Estação.
No final do mesmo ano um grupo de comerciantes e proprietários da cidade do Porto entregou uma proposta para a Estação, e disponibilizou-se para a sua construção. Pouco depois, a Sociedade Construtora apresentou uma outra proposta junto do Conselho de Administração dos Caminhos de Ferro do Estado, que previa uma duração de dois anos para a obra; o pagamento desta empreitada seria feito em anuidades, num prazo inferior a quinze anos.
Em Fevereiro de 1903, previa-se que a segunda via até Campanhã fosse instalada em poucos meses, faltando, nessa altura, concluir a última empreitada de terraplanagens da estação.
Na tabela rectificada das receitas orçadas para 1903–1904 e da respectiva distribuição da despesa, promulgada em 21 de Outubro, 120:000$000 foram atribuídos para a construção, em conjunto, das estações de São Bento e Contumil. Em Novembro a plataforma para o edifício da estação já tinha sido instalada, tendo a construção do edifício em si sido iniciada em 9 de Novembro. Para se poder construir a fachada do lado da Praça de Almeida Garrett, os serviços de passageiros e recovagens na estação provisória passaram novamente a ser feitos do lado da Rua da Madeira. As obras foram dirigidas pelo engenheiro Basílio de Sousa Pinto e por Marques da Silva, enquanto que a direcção-geral foi entregue ao conselheiro João Gualberto Povoas e ao engenheiro Souza Pinto.
Em 1905, já estavam construídas as plataformas de passageiros, o cais coberto do lado da Rua do Loureiro, alguns canos de esgoto que faltavam, e os alicerces do novo edifício de passageiros, que nalguns pontos tiveram de ser feitos a grande profundidade. No dia 10 de Janeiro de 1906, a ornamentação do vestíbulo, incluindo a instalação de painéis de azulejos, foi contratada ao artista Jorge Colaço. Também em 1906, dois deputados republicanos viajaram até ao Porto, tendo sido recebidos por cerca de 20 mil pessoas na estação, tendo sido logo expulsos pela polícia, que reagiu com violência contra a multidão, fazendo vários mortos e feridos. Em 1 de Dezembro desse ano, Afonso Costa deslocou-se ao Porto para um comício, tendo feito uma chegada triunfal a São Bento, tendo as pessoas começado a chegar à Rua da Madeira e às imediações da estação por volta das 22 horas, vigiados por guardas civis junto às obras da estação, e quando Afonso Costa e os outros deputados chegaram no Rápido, já se tinha juntado uma multidão no interior e exterior da gare.
Em Março de 1914 previa-se que o vestíbulo da estação ia ser revestido com os painéis de azulejos de Jorge Colaço; em Março do ano seguinte, já tinham sido colocados os painéis, estando o edifício da estação quase terminado. O edifício definitivo da estação foi inaugurado em 5 de Outubro de 1916.

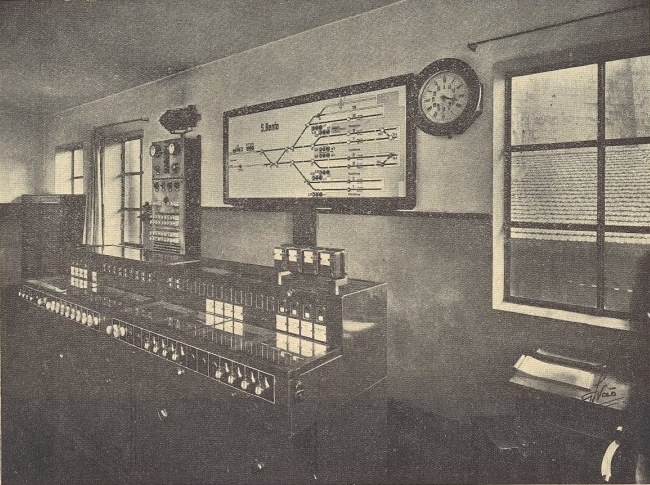
Interior do posto de comando

### Transição para a CP e duplicação da via
Em 1927 os Caminhos de Ferro do Estado foram integrados na Companhia dos Caminhos de Ferro Portugueses, que passou a explorar as antigas linhas do Estado, incluindo a do Minho. Em Outubro de 1928 previa-se a instalação de um sistema de informação sonora aos passageiros em várias estações do país, incluindo São Bento. Este sistema já estava a funcionar durante a Exposição Colonial de 1934, onde comprovou a sua eficácia nas alturas de maior afluência.
Em 1931 a Direcção Geral de Caminhos de Ferro instalou um sistema de sinalização e encravamento eléctrico entre as estações de São Bento e Campanhã, para possibilitar a circulação em via dupla neste troço, que ficou concluída no ano seguinte. Esta intervenção teve um excelente resultado, tendo descongestionado ambas as estações, e reduzido o tempo de viagem dos comboios naquele troço.
Em 1934 a Companhia levou a cabo obras de reparação parciais na estação.
Em Maio de 1935 estavam a ser feitas várias modificações no pavilhão central da estação, tendo sido instalados armários rotativos nas bilheteiras, e removidas as bilheteiras nos extremos do átrio, uma vez que estavam a bloquear as portas ao lado das entradas e saídas de passageiros; porém, esta nova configuração obrigou à deslocação para a frente do pavilhão das bilheteiras, reduzindo o espaço disponível no centro do átrio, prejudicando o movimento dos utentes e obstruindo a vista de alguns dos painéis de azulejo. Assim, a Câmara Municipal do Porto pediu ao governo que as bilheteiras fossem transferidas para a sala das bagagens, onde se considerava que haveria espaço suficiente, e que no seu lugar fosse instalado um grande portão, que em princípio ficaria sempre fechado e que só seria aberto quando houvesse um grande movimento de passageiros ou fosse feita uma recepção oficial, enquanto que as quatro portas laterais serviriam como acesso às linhas correspondentes dos lados em que estão situadas, sendo dessa forma equipadas com dísticos indicadores.
No dia 15 de Janeiro de 1949 saiu da estação um comboio especial com destino à Livração, para transporte dos convidados para a inauguração do troço até Arco de Baúlhe da Linha do Tâmega. No dia 8 de Junho desse ano, os participantes da reunião anual da Comissão Permanente da Associação Internacional dos Caminhos de Ferro, que nesse ano teve lugar na cidade de Lisboa, fizeram uma excursão ao Porto. Na ida seguiram de comboio até Gaia, enquanto que na volta partiram de São Bento, tendo a estação sido foi enfeitada com flores e arbustos para a ocasião.
Em 1953 a estação era o terminal dos comboios Foguete e Rápido do Porto, ambos com origem em Lisboa.

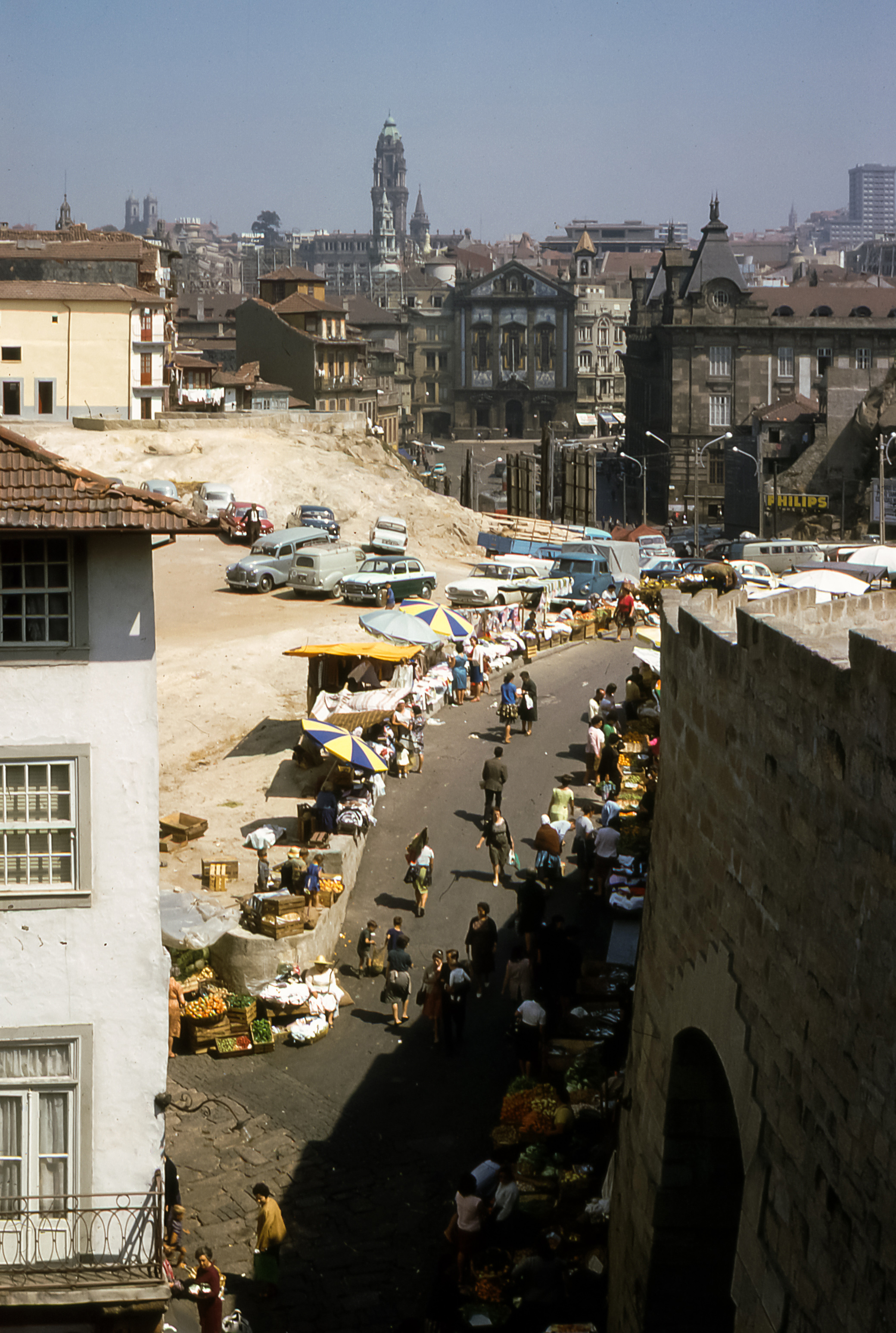
Mercado de S. Bento em 1967. A estação está ao fundo à direita

### Electrificação da via e remodelação do edifício
Em 1965 foi instalada a catenária no interior da gare ferroviária, para a tracção eléctrica. Em 1968, o edifício encontrava-se em obras de remodelação interior e expansão, no âmbito da electrificação da via, prevendo-se, nessa altura, a instalação de um restaurante, e novas bilheteiras e salas de espera; no átrio, seria instalado um sistema de luz indirecta, de forma a melhor realçar os painéis de azulejos, e de uma placa para a identificação dos mesmos. Em 3 de Abril de 1971 foi autorizado o encerramento do trânsito de mercadorias em São Bento, a partir de 1 de Agosto desse ano. Na tarde do dia 25 de Abril de 1974, na sequência da Revolução em Lisboa, ocorreu um incidente junto à estação, quando alguns agentes da Polícia de Segurança Pública foram perseguidos pela multidão.

### Modernização

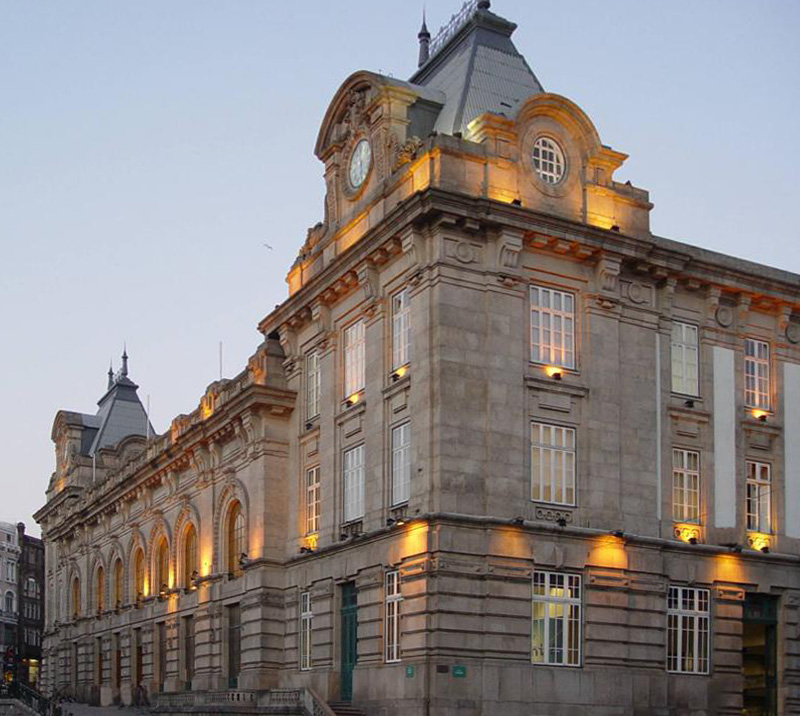
estação de São Bento, em 2006

O Gabinete do Nó Ferroviário do Porto, criado pelo Decreto-Lei n.º 307/81, levou a cabo um programa de instalação de sinalização electrónica nas linhas em redor do Porto, incluindo o troço até São Bento. Em 1996, estavam previstas profundas obras de modificação da estação, de forma a melhorar as suas funções como terminal de comboios suburbanos de passageiros, incluindo o alargamento do túnel de acesso, a eliminação de algumas vias e o prolongamento das restantes, e a ampliação do edifício e a introdução de áreas comerciais e de lazer, respeitando-se as suas características arquitectónicas e a integração na área envolvente. O alargamento do túnel e a intervenção nas vias seriam da responsabilidade directa do Gabinete, tendo os projectos sido já elaborados nessa altura, enquanto que as obras de remodelação e ampliação do edifício deveriam ser entregues a terceiros. Estimava-se que o custo deste empreedimento, nas partes sob a responsabilidade do Gabinete, seria de 2 800 000 contos. Devido ao avançado estado de degradação das instalações, em 1991 fizeram-se obras de reparação das caixilharias do edifício e de beneficiação da cobertura da gare, e foram limpas as cantarias.

### Século XXI
Em 16 de Julho de 2010 iniciaram-se obras de restauro e conservação dos azulejos, da responsabilidade da REFER e do IGESPAR, que foram terminados em 9 de Maio de 2011.
Em Agosto de 2011 foi eleita pela revista Travel + Leisure como uma das mais belas estações do mundo, tendo sido a única estação portuguesa incluída na lista.
Em 5 de Outubro de 2016, na comemoração do centenário da inauguração, foi apresentado o projeto de renovação do centenário edifício. A estação passará a contar com um hostel, um mercado Time Out e um café Starbucks. O investimento total, privado, seria de 6,5 milhões de euros. O projeto da Time Out foi arquivado em Janeiro de 2017 pela Porto Vivo - Sociedade de Reabilitação Urbana, depois de a empresa pedir a suspensão da apreciação do PIP.[carece de fontes?] Em 2023, após um impasse que durou anos, iniciou-se a construção do Mercado da Time Out, nos armazéns da estação na rua do Loureiro inaugurado em maio de 2024.
Em 2023 esta estação, juntamente com outras duas em Portugal (Rossio e Oriente), foi considerada pela edição espanhola da revista Condé Nast Traveler como uma das 45 estações de comboio «mais incríveis do mundo» (ou: «mais fascinantes», ou «mais bonitas»)…

## Leitura recomendada
- Linha do Minho. Lisboa: Rede Ferroviária Nacional. 2004. 43 páginas
- Cardoso, António (2007) [1997]. Estação de S. Bento: Marques da Silva. Porto: Instituto Arquitecto José Marques da Silva e Faculdade de Arquitectura do Porto. 98 páginas. ISBN 978-972-99852-1-8
- Cerveira, Augusto; Castro, Francisco Almeida e (2006). Material e tracção: os caminhos de ferro portugueses nos anos 1940-70. Col: Para a História do Caminho de Ferro em Portugal. 5. Lisboa: CP-Comboios de Portugal. 270 páginas. ISBN 989-95182-0-4